# Piuchticki Monaster Zaśnięcia Matki Bożej
Piuchticki Monaster Zaśnięcia Matki Bożej – stauropigialny żeński klasztor prawosławny w miejscowości Kuremäe, w północno-wschodniej Estonii. Jest to jedyny prawosławny klasztor i jedna z dwóch prawosławnych wspólnot monastycznych funkcjonujących w tym kraju.

## Historia

### Początki monasteru
Według prawosławnej tradycji w pobliżu miejsca, gdzie znajduje się monaster, miejscowym estońskim pasterzom objawiła się Matka Boska, zsyłając im cudotwórczą Piuchticką Ikonę Matki Bożej. Piuchtice jest zruszczoną wersją estońskiego Pühitsetud (pol. błogosławiony). Kult ikony funkcjonował co najmniej od XVI w., gdy na miejscu objawienia wzniesiono kaplicę, w której była ona przechowywana. Mimo przeniesienia wizerunku kult przetrwał wśród nielicznych prawosławnych mieszkańców regionu. Od 1885 w miejscowości, znanej jako Piuchtice, istniała parafia tego wyznania.
W latach 80. i 90. XIX wieku na terenie ziem nadbałtyckich prowadzona była akcja budowy nowych cerkwi, organizacji monasterów oraz prawosławnych instytucji dobroczynnych. Wzniesienie obiektu wpisywało się w kampanię wzmacniania prawosławia w guberniach bałtyckich, co z kolei miało sprzyjać rusyfikacji Łotyszy i Estończyków. Wzniesienie monasteru, obok budowy soboru św. Aleksandra Newskiego na tallińskim wzgórzu Toompea, było najpoważniejszą rosyjską inicjatywą w tej kampanii. 15 sierpnia 1891 arcybiskup ryski i mitawski Arseniusz, w obecności generał-gubernatora Siergieja Szachowskiego, uroczyście poświęcił kompleks zabudowań przeznaczonych dla żeńskiego monasteru Zaśnięcia Matki Bożej. Pierwszą przełożoną monasteru została mniszka Barbara (Błochina), razem z którą w klasztorze zamieszkały trzy posłusznice. Tylko do końca roku wspólnota powiększyła się do 21 posłusznic, które opiekowały się 22 dziewczętami w przytułku dla sierot oraz prowadziły działalność dobroczynną (szpital, przytułek dla sierot i starców, studium nauczycielek). Protektorką monasteru od początku jego istnienia była księżna Jelizawieta Szachowska, małżonka gubernatora. W momencie otwarcia klasztoru mniszki żyły w jednym drewnianym domu, kompleks budynków był jednak systematycznie rozbudowywany według planu opracowanego przez profesora sztuki Michaiła Prieobrażenskiego i wdrażanego w życie przez architekta Aleksandra Poleszczuka. Nabożeństwa w monasterze odbywały się w językach cerkiewnosłowiańskim oraz estońskim. W 1894 w klasztorze odbyły się pierwsze śluby wieczyste nowych mniszek. W tym samym roku monaster otworzył swoje placówki filialne w Rewlu oraz skit zwany Getsemani w odległości 25 kilometrów od głównego obiektu.
W 1893 wzniesiona została brama wjazdowa do monasteru, utrzymana w stylu staroruskim. Dzięki nadaniom mniszki dysponowały ponad 200 dziesięcinami ziemi uprawnej, prowadziły gospodarstwo rolne, z którego dochód przeznaczany był na utrzymywanie szpitala, przytułku i szkoły. Kilkakrotnie klasztor odwiedzał św. Jan Kronsztadzki, który błogosławił również mniszkę Barbarę (Błochinę) w momencie objęcia przez nią funkcji przełożonej.
W 1897 klasztor opuściła ihumenia, przeniesiona do eparchii kazańskiej. Jej następczynią została ihumenia Aleksja (Plaszkiewicz). W okresie kierowania przez nią monasterem został wzniesiony jego nowy sobór Zaśnięcia Matki Bożej (poświęcony w 1910) oraz placówka filialna w Petersburgu. Liczba mniszek i posłusznic sięgnęła 200.

### I wojna światowa i okres międzywojenny
W czasie I wojny światowej zakonnice początkowo pozostały w klasztorze i otworzyły przy nim szpital dla rannych żołnierzy. Dopiero 13 października 1917, w miarę zbliżania się frontu do ziem estońskich, na polecenie arcybiskupa jarosławskiego Agatangela, dawnego władyki ryskiego, ihumenia i część zakonnic ewakuowała się do Rostowa. Tymczasową przełożoną wspólnoty mniszek, które pozostały w Estonii, została mniszka Joanna (Korownikowa).
Po ogłoszeniu niepodległości przez Estonię monaster stracił posiadane dotąd budynki szpitala i szkoły oraz część majątków ziemskich nadanych przez władze carskie. W 1921 mniszka Joanna została mianowana nową przełożoną klasztoru, otrzymała godność ihumeni. Dwa lata później do klasztoru powróciła ihumenia Aleksja, jednak na skutek choroby płuc, na jaką zapadła w drodze, już po pięciu dniach pobytu w monasterze zmarła.

### II wojna światowa i aneksja Estonii przez ZSRR
W czasie II wojny światowej część zakonnic opuściła klasztor, w 1943 zmarła ihumenia Joanna, którą zastąpiła na krótko ihumenia Aleksja (Gołubiewa). Jej następczynią została ihumenia Rafaela (Migaczowa), która sprawowała swoje obowiązki do 1955; następnie, do 1968, monasterem kierowała ihumenia Angelina (Afanasjewa). W wymienionym roku przełożoną monasteru została mniszka Barbara (Trofimowa), przybyła z monasteru św. Marii Magdaleny w Wilnie. Była ona przełożoną monasteru do swojej śmierci w 2011, jako ihumenia, zaś od listopada 2010 – jako schiihumenia. Jej następczynią została mniszka Filareta (Kałaczowa).

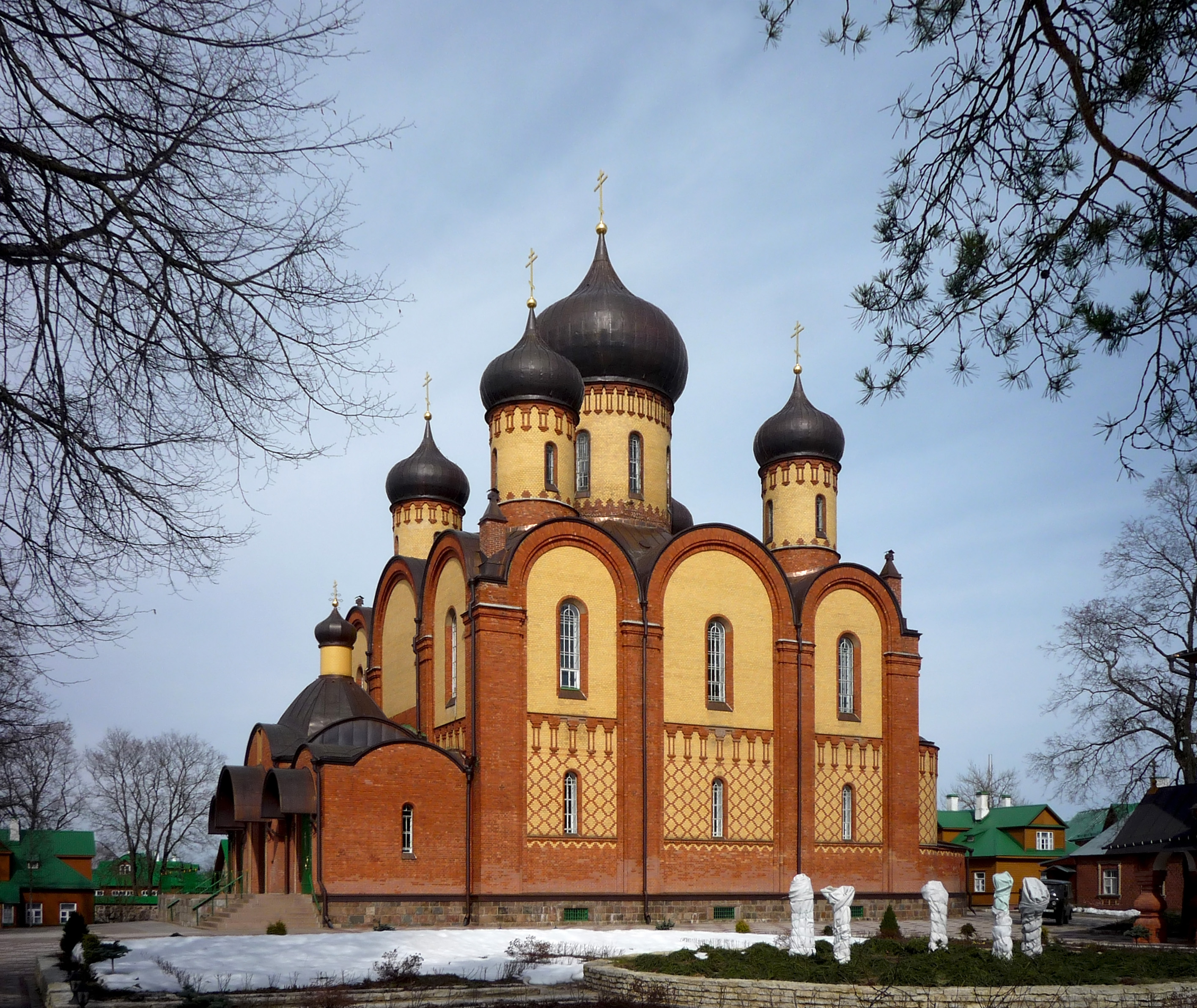
Sobór monasterski

Klasztor pozostawał czynny w czasie przynależności Estonii do ZSRR, mimo szykan administracyjnych, a także planów jego zamknięcia (ostatecznie niezrealizowanych). Pozostawał również ważnym ośrodkiem pielgrzymkowym, którą to rolę odgrywa do dziś (2014).

### Po 1991

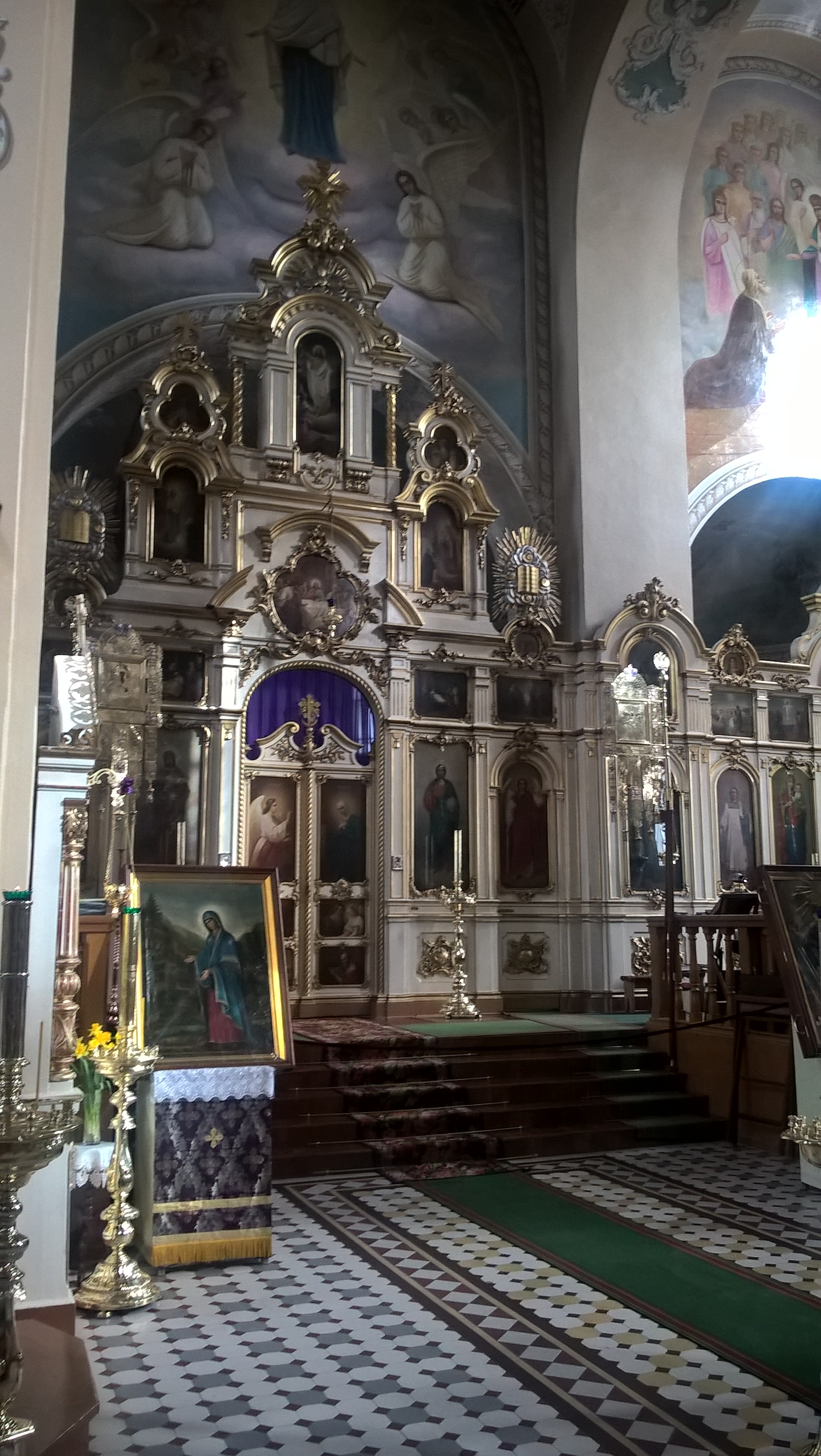
Wnętrze soboru

W czerwcu 1990 monaster uzyskał status stauropigialnego i odtąd pozostaje pod bezpośrednim zwierzchnictwem patriarchy moskiewskiego i całej Rusi, mimo że znajduje się w Estonii, tj. na terenie działania autonomicznego Estońskiego Kościoła Prawosławnego.
W 2016 na terenie monasteru rozpoczęto budowę cerkwi pod wezwaniem św. Aleksego i św. Barbary.
Monaster prowadzi placówkę filialną w Moskwie, przy cerkwi w dzielnicy Zwonary.